# Vic Damone

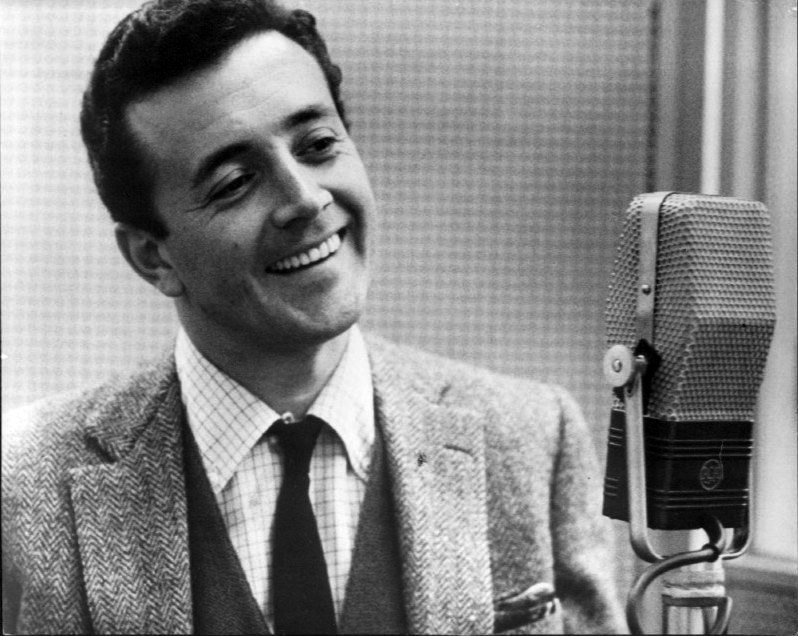
Vic Damone (1959)

Vic Damone (* 12. Juni 1928 in Brooklyn, New York; † 11. Februar 2018 in Miami Beach, Florida; eigentlich Vito Rocco Farinola) war ein US-amerikanischer Sänger und Schauspieler; er war zwischen 1947 und Anfang der 1960er Jahre einer der erfolgreichsten Crooner in den Vereinigten Staaten. Unter seinen 40 Charterfolgen waren zwei Nummer-eins-Hits: You’re Breaking My Heart (#1 in den USA, 1949) und On the Street Where You Live (#1 in Großbritannien, 1958).

## Leben

### Vom Platzanweiser zum Plattenvertrag
Sein Interesse an der Musik schaute sich Vito Farinola von seinen Eltern ab: Sein Vater, von Beruf Elektriker, sang und spielte Gitarre; seine Mutter war Klavierlehrerin. Schon in jungen Jahren begann Vito, seinen Lieblingssänger Frank Sinatra zu imitieren. Bald nahm er auch Gesangsunterricht. Nachdem sein Vater einen Arbeitsunfall gehabt hatte, musste Vito selbst Geld verdienen und arbeitete als Platzanweiser und Liftboy im Paramount-Theater in Manhattan.
Eines Tages trat Perry Como im Paramount auf, und Vito nutzte die Gelegenheit, ihm vorzusingen. Der Star nahm ihn unter seine Fittiche und vermittelte ihn als Sänger an eine Big Band in New York City. Zu dieser Zeit änderte Vito seinen Namen in Vic Damone (Damone war der Geburtsname seiner Mutter). Im April 1947 nahm er am Talentwettbewerb in Arthur Godfreys Show Talent Scouts teil, den er auch gewann. Wie viele der Gewinner des Wettbewerbs sang er regelmäßig in Godfreys Show. Kurz darauf verhalf ihm Milton Berle zu Auftritten im angesagten Nachtklub La Martinique, und innerhalb weniger Monate war er wieder im Paramount – diesmal allerdings als Sänger mit Stan Kenton und seiner Band. Mitte 1947 unterzeichnete Damone einen Plattenvertrag bei Mercury Records.

### Erfolge auf Schellack und Leinwand
Vic Damones erste Schallplatte, I Have but One Heart (O Marinariello), sang er teilweise auf Englisch und teilweise auf Italienisch. Sie wurde im August 1947 veröffentlicht und wurde auch gleich ein Top-Ten-Charterfolg. Auch die Nachfolgesingle, You Do erreichte Platz sieben in der Hitparade. Weitere erfolgreiche Platten folgten. Schon 1948 erhielt Damone eine eigene Hörfunkshow, Saturday Night Serenade. 1949 konnte er für seinen Nummer-sechs-Hit Again seine erste Goldene Schallplatte entgegennehmen, noch im selben Jahr wurde ihm diese Auszeichnung auch für die Nummer eins You’re Breaking My Heart zuteil.
1951 war er zum ersten Mal auf der Leinwand zu sehen; er spielte in den Filmen Hübsch, jung und verliebt und Tödliches Pflaster Sunset Strip. Von 1951 bis 1953 leistete er seinen Wehrdienst in der United States Army ab, doch zuvor hatte er einige Lieder aufgenommen, die während dieser Zeit veröffentlicht wurden, so dass seine Karriere weiterging. Nach der Zeit in der Armee heiratete er 1954 die Schauspielerin Pier Angeli. Im selben Jahr drehte er zwei weitere Filme, Tief in meinem Herzen und Athena. Außerdem trat er mehrmals als Gast in Milton Berles Fernsehshow auf.
1955 sah es aus, als sollte Damones Stern sinken; lediglich einer seiner Songs kam in die Charts (Por favor), und der auch nur auf Platz 73; daneben hatte er eine Rolle in dem Musikfilm Kismet.

### Zweiter Karrieregipfel
1956 wechselte er zu Columbia Records und einige seiner Platten stiegen wieder in die Top Twenty, unter anderem An Affair to Remember, Titellied des Films Die große Liebe meines Lebens, und seine Interpretation des Lieds On the Street Where You Live („In der Straße, mein Schatz, wo du lebst“). Der Song stammt aus dem Loewe/Lerner-Musical My Fair Lady, das in New York uraufgeführt wurde. Damones Version wurde von Mitch Miller produziert und erhielt ebenfalls eine Goldene Schallplatte.
Die Verantwortlichen der Broadway-Show sorgten dafür, dass die Musik des Musicals nicht außerhalb der Vereinigten Staaten gelangte, damit in anderen Ländern das Publikum die Produktionen von My Fair Lady ebenfalls als „Uraufführungen“ genießen konnten. So kam es, dass Damones Lied erst nach der ersten Londoner Aufführung 1958 auch in Großbritannien ein Hit wurde; dort erklomm es am 27. Juni die Spitzenposition der Charts. Eine britische Coverversion von David Whitfield erreichte nur Platz 16. In der Zwischenzeit hatte Damone bereits eine Version des Titelsongs des nächsten Broadway-Musicals von Lerner/Loewe, Gigi, aufgenommen.
1960 spielte er eine Hauptrolle in seinem letzten Kinofilm Stoßtrupp Saipan. Während der 1960er Jahre hatte er aber noch verschiedene eigene Fernsehshows und trat als Gast in diversen anderen Shows und Serien auf. 1961 wechselte er von Columbia zu Capitol Records, bei denen er die Lücke füllen sollte, die durch Frank Sinatras Wechsel zum von ihm mitgegründeten Reprise-Label entstand. Damone blieb bis 1965 bei Capitol und nahm einige hochgelobte Alben auf, derer zwei auch in die unteren Regionen der Billboard-Charts kamen, Linger Awhile with Vic Damone (1962) und das von Billy May arrangierte The Lively Ones. Nach einem weiteren Wechsel der Plattenfirma hatte er 1965 noch einen US-Charthit auf Warner Brothers Records, You Were Only Fooling (While I Was Falling in Love).

### Las Vegas und Rückzug
Ab 1971 verlegte sich Damone auf Auftritte in den Casinos von Las Vegas. Mit seinen Honoraren aus diesen Shows konnte er die Folgen eines Bankrotts (wegen Steuernachzahlungen) in Grenzen halten. Nach einem kurzen Zwischenspiel als Grundstücksmakler ging er wieder auf Tourneen in den Vereinigten Staaten und vor allem in Großbritannien, wo er Anfang der 1980er Jahre ein beachtliches Comeback erlebte (BBC-DJ David Jacobs spielte zu der Zeit mit Vorliebe Songs von Damone) und sogar zwei Alben in die Charts brachte. 1997 wurde er in die Songwriters Hall of Fame aufgenommen. Ihm ist auch ein Stern auf dem Hollywood Walk of Fame gewidmet.
1998 heiratete Vic Damone seine fünfte Ehefrau, die Modeschöpferin und Unternehmerin (Jones New York) Rena Rowan. Im Jahr 2000 erlitt er einen Schlaganfall. Im Februar 2001 gab er sein letztes Konzert vor Familie, Freunden und Fans in West Palm Beach, Florida. Sein allerletzter Song auf der Bühne war sein großer Hit An Affair to Remember. Er zog sich aus dem Showbusiness zurück und kümmerte sich um seine Familie, Kinder und Enkel. Außerdem unterstützte er seine Frau bei ihrer Arbeit für diverse Wohltätigkeitsunternehmen.

## Zitate
Frank Sinatra beschrieb Damones Balladenstimme als „die beste Ausstattung an Orgelpfeifen im Showbusiness“ (“the best set of pipes in the business”).

## Privates
Damone war fünfmal verheiratet. Aus der ersten Ehe mit der italienischen Schauspielerin Pier Angeli (1954 bis 1958) hatte er einen Sohn, Perry. Drei Töchter (Victoria, Andrea und Daniella) stammten aus der zweiten Ehe mit Judith Rawlins (1963 bis 1971). Kinderlos blieben die dritte Ehe mit Becky Ann Jones (1974 bis 1982), die vierte mit der in Europa vor allem durch ihre Rolle im Denver-Clan bekannte Schauspielerin und Sängerin Diahann Carroll (1987 bis 1996) sowie die fünfte mit der Kleiderdesignerin Rena Rowan (1998 bis zu ihrem Tod 2016).
Damone war ein enger Freund von US-Präsident Donald Trump.
Seine Cousine Doretta Morrow war eine bekannte Broadway-Schauspielerin.
In den späten 1950er Jahren wurde Damone durch einen Schlagzeuger seiner Band in die Bahai-Religion eingeführt. Seiner Interpretation von On the Street Where You Live zufolge soll es eine tragende Vitalität für Abdu’l Baha, dem Schriftgelehrten der Bahai-Religion, ausdrücken. In den frühen 1960er Jahren trat er offiziell der Religion bei.

## Diskografie

### Alben
| Jahr | Titel                         | Höchstplatzierung, Gesamtwochen, AuszeichnungChartplatzierungen (Jahr, Titel, Platzierungen, Wochen, Auszeichnungen, Anmerkungen) | Höchstplatzierung, Gesamtwochen, AuszeichnungChartplatzierungen (Jahr, Titel, Platzierungen, Wochen, Auszeichnungen, Anmerkungen) | Anmerkungen                          |
| Jahr | Titel                         | UK | US | Anmerkungen                          |
| ---- | ----------------------------- | --- | --- | ------------------------------------ |
| 1956 | That Towering Feeling!        | — | US14 (8 Wo.)US | Erstveröffentlichung: September 1956 |
| 1962 | Linger Awhile with Vic Damone | — | US64 (17 Wo.)US | Erstveröffentlichung: Februar 1962   |
| 1962 | The Lively Ones               | — | US57 (10 Wo.)US | Erstveröffentlichung: September 1962 |
| 1965 | You Were Only Fooling         | — | US86 (10 Wo.)US | Erstveröffentlichung: Juni 1965      |
| 1981 | Now                           | UK28 (7 Wo.)UK | — | Erstveröffentlichung: April 1981     |

Weitere Alben
| - 1950: Vic Damone - 1952: April in Paris - 1952: Vocals by Vic - 1952: Take Me in Your Arms - 1956: The Voice of Vic Damone - 1957: An Affair to Remember - 1957: Yours for a Song - 1959: This Game of Love - 1959: Closer than a Kiss - 1959: Angela Mia - 1961: On the Swingin’ Side - 1962: Strange Enchantment - 1963: My Baby Loves to Swing - 1963: The Liveliest at Basin Street East | - 1964: On the Street Where You Live - 1968: Why Can’t I Walk Away - 1976: Stay with Me - 1980: Young and Lively - 1981: Make Someone Happy - 1983: Sings the Great Songs - 1984: Christmas with Vic Damone - 1984: On the South Side of Chicago - 1989: Eternally - 1991: Let’s Face the Music and Sing - 1992: Glory of Love - 1993: Feelings - 1995: On the Street |

### Singles
| Jahr | Titel Album                                                               | Höchstplatzierung, Gesamtwochen, AuszeichnungChartplatzierungen (Jahr, Titel, Album, Platzierungen, Wochen, Auszeichnungen, Anmerkungen) | Höchstplatzierung, Gesamtwochen, AuszeichnungChartplatzierungen (Jahr, Titel, Album, Platzierungen, Wochen, Auszeichnungen, Anmerkungen) | Anmerkungen |
| Jahr | Titel Album                                                               | UK | US | Anmerkungen |
| ---- | ------------------------------------------------------------------------- | --- | --- | --- |
| 1947 | I Have But One Heart –                                                    | — | US8 (3 Wo.)US | Erstveröffentlichung: August 1947 Autoren: Marty Symes, Johnny Farrow |
| 1949 | Again –                                                                   | — | US11 (15 Wo.)US | Erstveröffentlichung: April 1949 Autoren: Lionel Newman, Dorcas Cochran |
| 1949 | You’re Breaking My Heart –                                                | — | US1 (26 Wo.)US | Erstveröffentlichung: Juni 1949 Autoren: Pat Genaro, Sunny Skylar |
| 1949 | Four Winds and Seven Seas –                                               | — | US25 (3 Wo.)US | Erstveröffentlichung: Juli 1949 Autoren: Don Rodney, Hal David |
| 1949 | My Bolero –                                                               | — | US10 (6 Wo.)US | Erstveröffentlichung: August 1949 Autoren: Jimmy Kennedy, Nat Simon |
| 1949 | Why Was I Born? –                                                         | — | US21 (5 Wo.)US | Erstveröffentlichung: Oktober 1949 Autoren: Jerome Kern, Oscar Hammerstein II |
| 1950 | Vagabond Shoes –                                                          | — | US18 (13 Wo.)US | Erstveröffentlichung: Juni 1950 Autoren: David Saxon, Sammy Gallop |
| 1950 | Tzena, Tzena, Tzena –                                                     | — | US8 (9 Wo.)US | Erstveröffentlichung: Juli 1950 Autoren: Gordon Jenkins, Spencer Ross basiert auf einem israelischen Volkslied                                                                           |
| 1950 | Just Say I Love Her –                                                     | — | US26 (1 Wo.)US | Erstveröffentlichung: August 1950 engl. Text: Martin Kalmanoff, Sam Ward Autoren: Rodolfo Falvo, Enzo Fusco Original: Vittorio Parisi – Dicitencello vuje, 1930                          |
| 1950 | My Heart Cries for You –                                                  | — | US12 (11 Wo.)US | Erstveröffentlichung: Dezember 1950 mit George Siravo and His Orchestra Autoren: Carl Sigman, Percy Faith Original: Guy Mitchell, 1950 basiert auf Chanson de Marie Antoinette, 18. Jhd. |
| 1951 | My Truly, Truly Fair –                                                    | — | US13 (9 Wo.)US | Erstveröffentlichung: Mai 1951 mit George Bassman’s Orchestra Autor: Bob Merrill Original: Guy Mitchell, 1951                                                                            |
| 1951 | Longing for You –                                                         | — | US19 (2 Wo.)US | Erstveröffentlichung: Juli 1951 mit George Bassman’s Orchestra Autoren: Walter Dana, Bernard Jansen basiert auf Oscar Straus’ Walzertraum                                                |
| 1951 | Calla Calla (The Bride) –                                                 | — | US24 (3 Wo.)US | Erstveröffentlichung: September 1951 mit George Bassman’s Orchestra Autoren: Eddy Samuels, Lenny Adelson, Margarite Almeda                                                               |
| 1952 | Sugar –                                                                   | — | US25 (2 Wo.)US | Erstveröffentlichung: Februar 1952 Autoren: Maceo Pinkard, Edna Alexander Original: James P. Johnson, 1926                                                                               |
| 1953 | April in Portugal –                                                       | — | US14 (6 Wo.)US | Erstveröffentlichung: Mai 1953 mit David Carroll and Orchestra engl. Text: Jimmy Kennedy Autoren: Raul Ferrão, José Galhardo Original: Alberto Ribeiro, 1946                             |
| 1953 | Eternally –                                                               | — | US21 (10 Wo.)US | Erstveröffentlichung: Juli 1953 mit Richard Hayman and His Orchestra Autoren: Charlie Chaplin, Geoff Parsons                                                                             |
| 1953 | Ebb Tide –                                                                | — | US21 (11 Wo.)US | Erstveröffentlichung: Oktober 1953 mit Richard Heyman and His Orchestra engl. Text: Carl Sigman Autor: Robert Maxwell (instrumental) Original: Frank Chacksfield and His Orchestra, 1953 |
| 1955 | Por favor –                                                               | — | US73 (4 Wo.)US | Erstveröffentlichung: November 1955 mit Hugo Peretti Autoren: Noel Sherman, Joe Sherman                                                                                                  |
| 1956 | On the Street Where You Live The Liveliest at Basin Street East           | UK1 (17 Wo.)UK | US8 (25 Wo.)US | Erstveröffentlichung: April 1956 Charteintritt in UK erst im Mai 1958 mit Percy Faith and His Orchestra Autor: Einar Aaron Swan                                                          |
| 1956 | War and Peace –                                                           | — | US59 (10 Wo.)US | Erstveröffentlichung: September 1956 mit David Terry and His Orchestra vom Soundtrack des Films Krieg und Frieden Autoren: Nino Rota, Stone                                              |
| 1957 | Do I Love You (Because You’re Beautiful) –                                | — | US62 (10 Wo.)US | Erstveröffentlichung: April 1957 mit Marty Manning Autoren: Richard Rodgers, Oscar Hammerstein II                                                                                        |
| 1957 | An Affair to Remember (Our Love Affair) –                                 | UK29 (2 Wo.)UK | US35 (16 Wo.)US | Erstveröffentlichung: September 1957 mit Percy Faith vom Soundtrack des Films Die große Liebe meines Lebens Autoren: Harold Adamson, Harry Warren, Leo McCarey                           |
| 1958 | Gigi –                                                                    | — | US88 (1 Wo.)US | Erstveröffentlichung: April 1958 mit Percy Faith and His Orchestra Autoren: Al Lerner, Frederick Loewe Original: Louis Jourdan in Gigi, 1958                                             |
| 1958 | The Only Man on the Island –                                              | UK24 (3 Wo.)UK | — | Erstveröffentlichung: Juli 1958 mit Frank De Vol and His Orchestra Autoren: Bob Hilliard, Dave Mann                                                                                      |
| 1965 | You Were Only Fooling (While I Was Falling in Love) You Were Only Fooling | — | US30 (10 Wo.)US | Erstveröffentlichung: April 1965 Autoren: Billy Faber, Fred Meadows, Larry Fotine Original: The Ink Spots, 1948                                                                          |

grau schraffiert: keine Chartdaten aus diesem Jahr verfügbar

## Filmografie
- 1951: Tödliches Pflaster Sunset Strip (The Strip)
- 1951: Hübsch, jung und verliebt (Rich, Young and Pretty; in Österreich Reich, jung und hübsch)
- 1954: Athena
- 1954: Tief in meinem Herzen (Deep in My Heart)
- 1955: In Frisco vor Anker (Hit the Deck)
- 1955: Kismet
- 1956: Viva Las Vegas (Meet Me in Las Vegas)
- 1958: Geschenk der Liebe (The Gift of Love)
- 1960: Stoßtrupp Saipan (Hell to Eternity; auch: Aus der Hölle zur Ewigkeit)